# Hemel en Aarde
Hemel en Aarde ("Himmel och Jord") var Nederländernas bidrag till Eurovision Song Contest 1998 i Birmingham, framförd av sångerskan Edsilia Rombley. Det var det 18:e framträdandet i turordningen den kvällen och bidraget hamnade på en 4:e plats med 150 poäng, vilket var Nederländernas bästa placering i tävlingen sedan landets vinst 1975. 
Det finns en engelsk version av låten med titeln Walking On Water. Den nederländska sångerskan Ruth Jacott har gjort en cover på låten.

## Listplaceringar
| Lista (1998)  | Placering |
| ------------- | --------- |
| Nederländerna | 10        |

### Fotnoter
1. ↑  ”Listplacering”. http://dutchcharts.nl/showitem.asp?interpret=Edsilia&titel=Hemel+%26+aarde&cat=s. Läst 28 april 2011.